# Im Juli
Em Julho ou In July - O Outro Lado das Férias, em alemão Im Juli é um filme de estrada alemão-turco de 2000 dirigido por Fatih Akin e estrelado por Moritz Bleibtreu e Christiane Paul. 

## Sinopse
No início das férias de verão, um ingênuo professor estagiário Daniel (Moritz Bleibtreu) compra um anel em uma barraca administrada por uma vizinha, a aspirante a artista e vendedora ambulante Juli (em alemão, "Juli" não seria apenas o mês de julho mas também um apelido comum para alguém chamado "Julia"; Christiane Paul). O anel traz um símbolo do sol maia, que, segundo Juli, tem o poder de conduzi-lo à mulher dos seus sonhos, que ele reconhecerá por um símbolo do sol semelhante. Como Juli tem a contraparte do anel e está apaixonada por ele, ela convida Daniel para uma festa naquela noite, na esperança de que se encontrem.
Curioso, Daniel vai à festa e conhece Melek (İdil Üner), uma jovem turca que veste uma camiseta com o símbolo do sol estampado. Convencido de que ela é a mulher dos seus sonhos, Daniel fala com ela. Melek está apenas de passagem e procurando um lugar para passar a noite. Depois de passar a noite juntos visitando os pontos turísticos de Hamburgo, Daniel a convida para passar a noite em seu apartamento.
Daniel e Melek saem da festa assim que Juli chega. Ela os vê sair juntos. Em sua decepção, ela decide deixar a cidade. No dia seguinte ela vai até a Autobahn pegar uma carona, sem destino predeterminado.
Por vontade do destino, Daniel é o primeiro carro a parar, no caminho de volta do Aeroporto de Hamburgo, onde acaba de deixar Melek. Ele decidiu ir de carro a Istambul em busca de Melek, que, como ela lhe disse, estará alguns dias depois sob a ponte sobre o Bósforo, embora ele não saiba por quê. Daniel leva Juli com ele no carro velho e enferrujado de seu colega de quarto drogado. E este é o começo de uma viagem longa e emocionante por um sudeste da Europa escaldante.

## Simbolismo
O filme abre com um eclipse, um evento em que o sol e a lua se cruzam. Daniel cruza com Luna, cujo nome significa "lua", e sofre as consequências. Julho é um mês ensolarado na Europa.

## Elenco
- Moritz Bleibtreu como Daniel Bannier
- Christiane Paul como Juli
- İdil Üner como Melek
- Mehmet Kurtuluş como İsa
- Jochen Nickel como Leo
- Branka Katić como Luna
- Birol Ünel como Club Doyen
- Sandra Borgmann como  Marion
- Ernest Hausmann como Kodjo, vizinho de Daniel
- Gábor Salinger como joalheiro no mercado húngaro
- Cem Akın como guarda da fronteira turca
- Fatih Akın como guarda da fronteira romena
- Sándor Badár como Alin
- Daniel Puente Encina como cantor e músico. Participação especial junto com sua banda Niños Con Bombas.

## Produção
- A sequência do filme quando Daniel e Juli viajam pela Romênia é composta por uma série de fotos estáticas, uma decisão tomada principalmente por razões financeiras.
- O diretor tem uma participação especial como guarda da fronteira romena em um posto de controle da fronteira entre a Hungria e a Romênia.
- O irmão do diretor, Cem Akin, desempenha o papel de um guarda da fronteira turca em um posto de controle da fronteira búlgaro-turca.
- Fatih Akin frequentou a escola exibida no início do filme.

## Premiações
- Deutscher Filmpreis 2001: Moritz Bleibtreu (Melhor ator)
- Festival Internacional de Cinema de Tromsø 2001: People's Choice Award: Fatih Akin (Melhor direção)
- Júpiter 2001[6] (Melhor ator: Moritz Bleibtreu; melhor diretor: Fatih Akin)

## Ligações
- In July. no IMDb.
- «Im Juli» (em inglês) no Rotten Tomatoes